# Ischnothelidae
Ischnothelidae F. O. Pickard-Cambridge, 1897 è una famiglia di ragni appartenente al sottordine Mygalomorphae.

## Caratteristiche
I generi appartenenti a questa famiglia possono essere distinti dai Dipluridae per la presenza di due distinte righe sul solco dei cheliceri e per il cymbium più allungato nei maschi.

## Distribuzione
I cinque generi oggi noti di questa famiglia sono diffusi in America meridionale, Africa e India.

## Tassonomia
A seguito di un lavoro di Opalova et al., 2020 la sottofamiglia Ischnothelinae è stata portata al rango di famiglia con il nome di Ischnothelidae.
Attualmente, a novembre 2020, consta di 5 generi e 26 specie:
- Andethele Coyle, 1995 — Perù
- Indothele Coyle, 1995 — India
- Ischnothele Ausserer, 1875 — dal Messico all'Argentina, Caraibi, India
- Lathrothele Benoit, 1965 — Africa (Congo, Ruanda, Burundi, Camerun, Costa d'Avorio, Isola Sao Tomé)
- Thelechoris Karsch, 1881 — Africa, Madagascar